# Метод бесконечного спуска
Метод бесконечного спуска — метод доказательства от противного, основанный на том, что множество натуральных чисел вполне упорядочено. Существенно развит Пьером Ферма.
Часто используется для доказательства того, что у некоторого уравнения нет решений по следующей схеме: из предположения, что решение существует, доказывается существование другого решения, которое в некотором смысле меньше, тогда можно построить бесконечную цепочку решений, каждое из которых меньше предыдущего, это вызывает противоречие с тем, что в любом непустом подмножестве натуральных чисел есть минимальный элемент, значит предположение о существовании начального решения неверно.

## Пример
Для доказательства иррациональности {\displaystyle {\sqrt {2}}} с использованием метода бесконечного спуска оно предполагается рациональным числом:
{\displaystyle {\sqrt {2}}={\frac {p}{q}}}
для некоторых натуральных чисел {\displaystyle p} и {\displaystyle q}.
Тогда квадрат этого числа равен:
{\displaystyle 2={\frac {p^{2}}{q^{2}}}},
то есть {\displaystyle 2q^{2}=p^{2}}. Это означает, что {\displaystyle p} — чётное число. Для {\displaystyle p=2r}: {\displaystyle p^{2}=(2r)^{2}=4r^{2}}, при подстановке {\displaystyle 4r^{2}} вместо {\displaystyle p^{2}}: {\displaystyle 2q^{2}=4r^{2}}. Деление на 2 обеих частей даёт: {\displaystyle q^{2}=2r^{2}}, значит, {\displaystyle q} — также чётное число. Таким образом, исходные числа {\displaystyle p} и {\displaystyle q} можно одновременно разделить на 2 и получить другое представление {\displaystyle {\sqrt {2}}}. С полученными числами можно проделать ту же операцию, и так далее бесконечное число раз. Таким образом строится бесконечно убывающая последовательность натуральных чисел, что невозможно. То есть, {\displaystyle {\sqrt {2}}} не является рациональным числом.